# Caiabu
Caiabu é um município brasileiro do estado de São Paulo. Sua população estimada em 2004 era de 4.191 habitantes. O município é formado pela sede e pelos distritos de Boa Esperança d'Oeste e Iubatinga.

## História
Iniciou-se em 1935 o povoamento do local, quando Henrique Pedro Ferreira, proveniente de Indiana, estabeleceu-se em terras do Município de Regente Feijó, pelos lados do Rio do Peixe.
O plantio de Algodão e outras culturas, acabou por atrair o interesse de novos colonizadores que acabaram formando o povoado de Santo Antônio.
Em 1944, o patrimônio passou a Distrito de Paz por meio do Decreto-Lei estadual 14.334, de 30 de novembro de 1944, então com o nome de Caiabu.
Elevado a categoria de Município, pela Lei estadual n. 2.456, de 30 de dezembro de 1953, desmembrando-se do Município de Regente Feijó. Constituindo-se de três distritos: Caiabu, Esperança d'Oeste e Iubatinga.

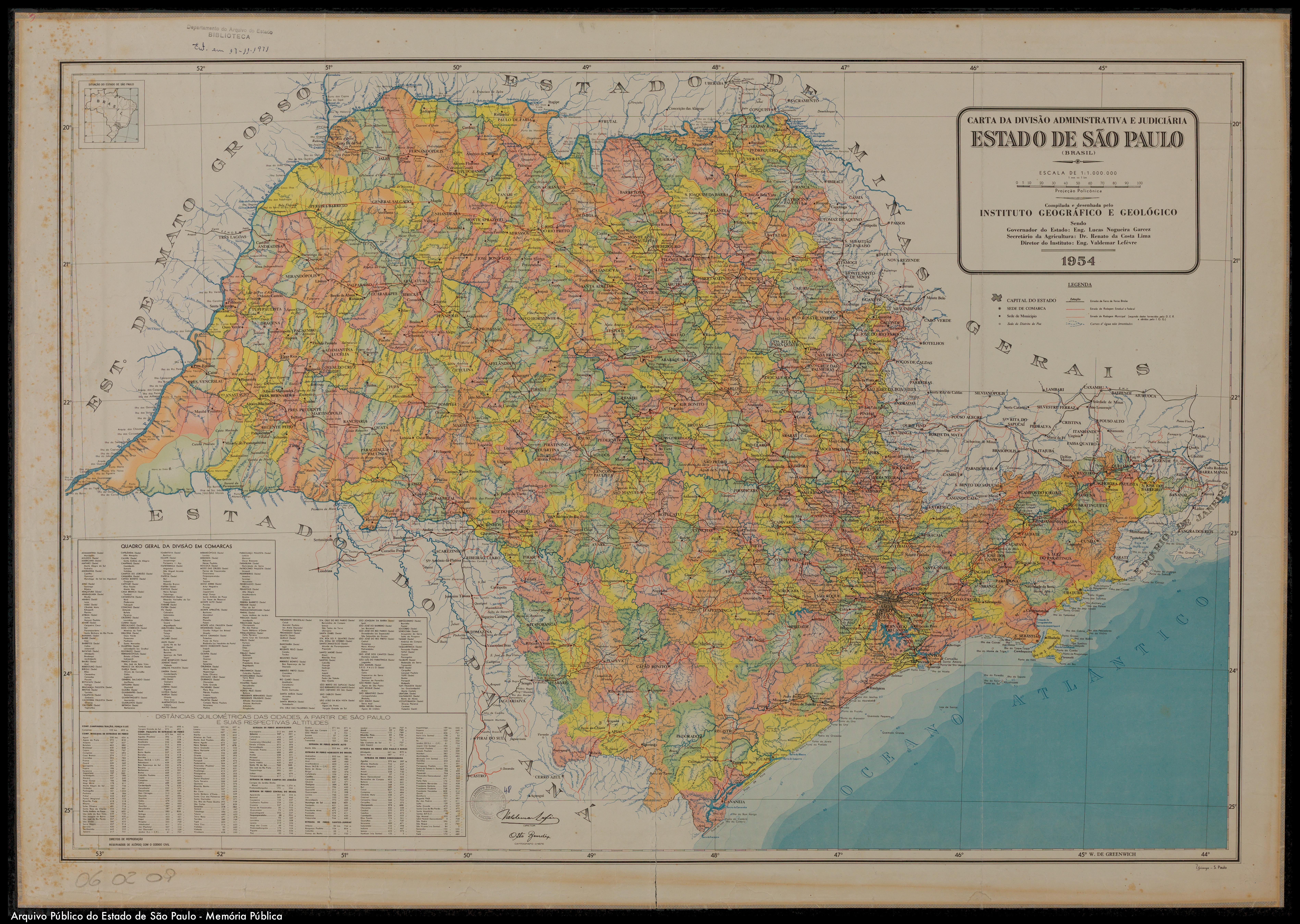
Estado de São Paulo (1953).

## Demografia
Dados do Censo - 2000
População Total: 4.077
- Urbana: 3.115
- Rural: 962
- Homens: 2.086
- Mulheres: 1.991

Densidade demográfica (hab./km²): 16,18
Mortalidade infantil até 1 ano (por mil): 7,97
Expectativa de vida (anos): 76,14
Taxa de fecundidade (filhos por mulher): 2,20
Taxa de Alfabetização: 83,64%
Índice de Desenvolvimento Humano (IDH-M): 0,779
- IDH-M Renda: 0,646
- IDH-M Longevidade: 0,852
- IDH-M Educação: 0,839

(Fonte: IPEADATA)

## Geografia
Localiza-se a uma latitude 22º00'44" sul e a uma longitude 51º14'08" oeste, estando a uma altitude de 520 metros. Possui uma área de 251,90 km².

## Infraestrutura

### Comunicações
O sistema de telefones automáticos foi inaugurado na cidade em 1977 pela Telecomunicações de São Paulo (TELESP), que também implantou o sistema de discagem direta à distância (DDD) em 1988 com o código de área (0182).
Na década de 90 o código DDD da cidade foi alterado para (018), para padronização do sistema telefônico com a telefonia celular que estava sendo implantada em todo o estado.

## Religião
O Cristianismo se faz presente na cidade da seguinte forma:

### Igreja Católica
- A igreja faz parte da Diocese de Presidente Prudente.[11]

### Igrejas Evangélicas
- Assembleia de Deus Ministério do Belém.[12][13]
- Congregação Cristã no Brasil.[14]